# Dores do Turvo
Dores do Turvo is een gemeente in de Braziliaanse deelstaat Minas Gerais. De gemeente telt 4.668 inwoners (schatting 2009).

## Aangrenzende gemeenten
De gemeente grenst aan Alto Rio Doce, Brás Pires, Rio Pomba, Senador Firmino, Silveirânia, Tocantins en Ubá.